# کونال خمو
کونال خِمو (انگلیسی: Kunal Khemu؛ زادهٔ ۲۵ مهٔ ۱۹۸۳) هنرپیشه اهل کشور هند است. وی از سال ۱۹۸۹ میلادی تاکنون مشغول فعالیت بوده است.
از فیلم‌هایی که وی در آن نقش داشته است می‌توان به ما مسافران راه عشقیم اشاره کرد.

## فیلم‌شناسی
فهرست برخی از فیلم‌هایی که کونال خمو در آنها به ایفای نقش پرداخته است:
- ما مسافران راه عشقیم
- ۹۹
- هرج و مرج ۳
- هرج و مرج دوباره
- دشمن
- ابرستاره
- زخم
- فرار کن جانی
- برو گوآ رفته
- عصر مدرن
- طبل
- رسوایی
- آرزو
- برادر
- ولگرد
- غارت چمدان
- خسیس
- خون‌بها